# Rivière Lenoir
Pour les articles homonymes, voir Lenoir.
La rivière Lenoir est un tributaire de la rive nord de la rivière Rouge laquelle se déverse sur la rive nord de la rivière des Outaouais. La rivière Lenoir coule dans le territoire non organisé Lac-de-la-Maison-de-Pierre, dans la municipalité régionale de comté (MRC) d'Antoine-Labelle, dans la région administrative des Laurentides, au Québec, au Canada.
Dès le seconde moitié du XIXe siècle, la foresterie a été l'activité économique dominante dans les zones traversées par la rivière. Avec la venue du chemin de fer dans les Laurentides au XIXe siècle, les activités récréotouristiques ont été mises en valeur.

## Géographie
Les bassins versants voisins de la rivière Lenoir sont :
- côté nord : rivière Rouge ;
- côté est : ruisseau de l'Algonquin, rivière Pijart, ruisseau Babide, ruisseau French, rivière du Milieu ;
- côté sud : Rivière Rouge ;
- côté ouest : Rivière Rouge.

Le lac Bourasseau (longueur : 1,4 km ; altitude : 534 m) constitue le lac de tête de la rivière Lenoir. Il est situé dans le territoire non organisé de Lac-de-la-Maison-de-Pierre, à l'est de la Réserve faunique Rouge-Matawin, à 4,9 km au nord du lac Laverdière (altitude : 511 m) et 2,3 km au sud des lacs Boiret.
Cours de la partie supérieure de la rivière
À partir de l'embouchure situé au sud du lac Bourasseau, la rivière Lenoir coule sur 4,1 km vers le sud-ouest en contournant par le sud une montagne dont le sommet atteint 601 m, jusqu'à la décharge (venant du nord) du lac Péret (altitude : 533 m) ; 3,1 km vers l'ouest jusqu'à la décharge d'un ruisseau venant du nord ; 4,3 km vers l'ouest, puis le sud-ouest, en recueillant les eaux de la décharge (venant du sud) du lac Dudouet (altitude : 456 m) ; 1,4 km vers le sud, jusqu'à la décharge du lac Lenoir (longueur : 2,4 km ; altitude : 465 m) lequel constitue le plus important plan d'eau du bassin versant de la rivière.
À partir de cette décharge, la rivière coule sur 2,2 km vers le sud-ouest en recueillant la décharge (venant du sud) du lac Tassin (altitude : 480 m), jusqu'à la décharge (venant du sud-ouest) du lac Éden (altitude : 443 m) ; puis, 3,8 km vers le nord-ouest jusqu'à la décharge (venant du nord) d'un ensemble de lacs situés au sud du lac Willard (altitude : 426 m) : Holacourt (altitude : 426 m), Bunel (altitude : 425 m), Taupesan (altitude : 429 m), Ondulé (altitude : 428 m), Charal, Vireu (altitude : 423 m) et Saxel (altitude : 423 m).
Cours de la partie inférieure de la rivière
À partir de cette décharge, la rivière coule sur 0,6 km jusqu'à la décharge du lac Nérignac (altitude : 430 m) ; 5,3 km vers le sud jusqu'à la décharge du lac Picoron (altitude : 444 m) ; 5,9 km vers le sud ; 2,9 km vers le sud-ouest, en recueillant au pied d'une série de remous les eaux du ruisseau Babide (venant du sud-est), jusqu'à son embouchure.
La rivière Lenoir coule dans les Laurentides en territoire forestier pour aller se déverser dans un coude de rivière sur la rive nord-ouest de la rivière Rouge, à 1,0 km en amont de l'embouchure du ruisseau de la Butte. Le dernier segment (long de 1,4 km) de la rivière Lenoir comporte deux zones de rapides.

## Toponymie
Le terme Lenoir est un patronyme d'origine française.
Le toponyme Rivière Lenoir a été officialisé le 5 décembre 1968 à la Commission de toponymie du Québec.